# Castillo de Stävlö

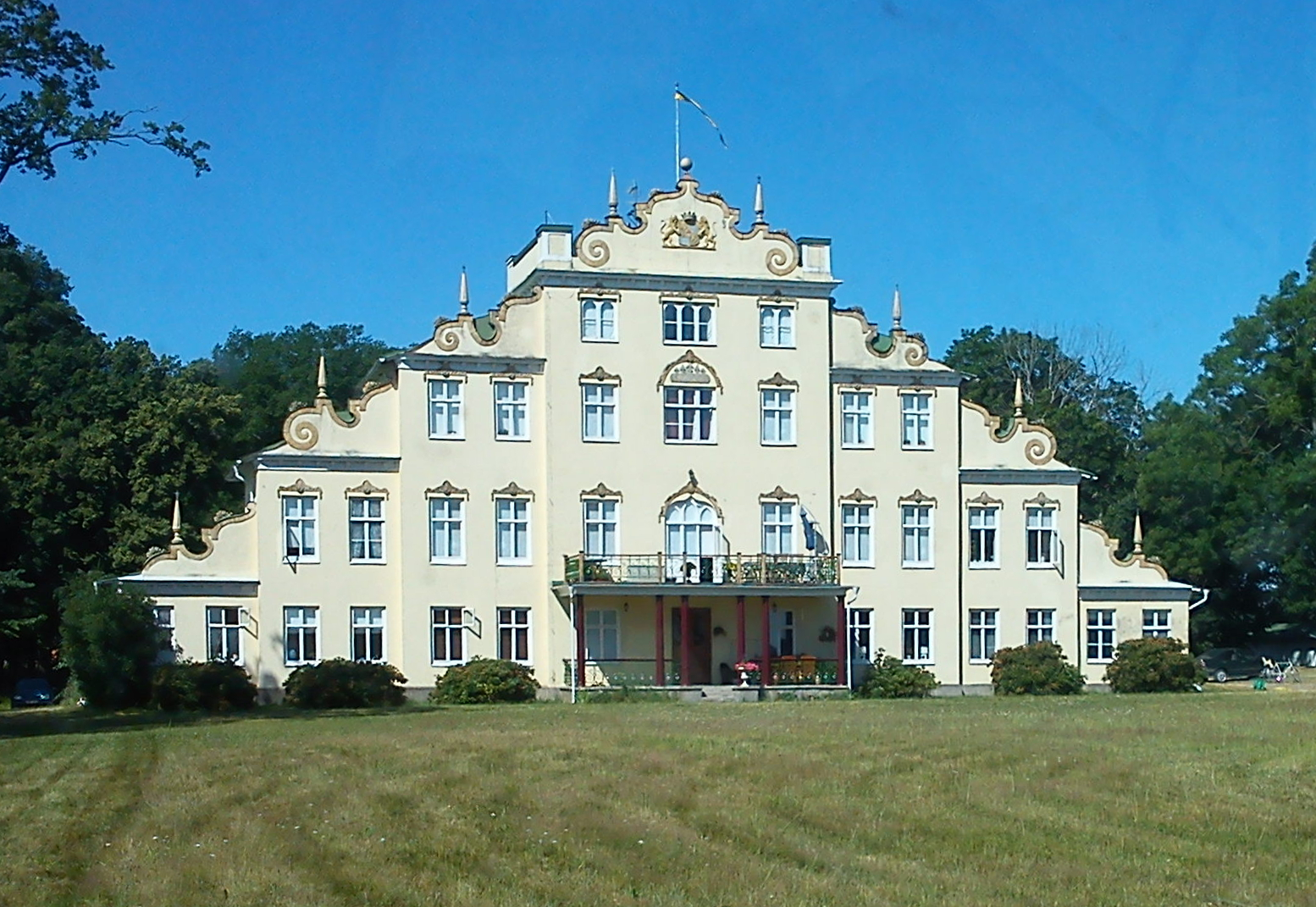
Stävlö

Stävlö o Stäflö es un castillo en el municipio de Kalmar de Suecia.

## Historia
Stävlö es uno de los más excéntricos edificios suecos del siglo XIX, y fue diseñado por el propietario Carl Otto Posse para él mismo, que basó la forma del edificio en el escudo de armas de la familia Posse. Allí pasó sus últimos años de vida Dorotea de Schleswig-Holstein-Sonderburg-Beck hasta su fallecimiento en 1761, luego de haber sido condenada por adulterio. 
Después de convertirse en propietario de la finca en 1834, Posse hizo derribar la mansión original para su nueva construcción, que fue completada en 1860. La parte central del castillo tiene cuatro pisos de alto, y cada parte alrededor es de un nivel inferior, terminando en un pabellón de una sola planta en cada lado, y el conjunto fue rodeado originalmente por un parque de estilo romántico. Las secciones escalonadas, junto con el frontón en el bloque central, están decorados con volutas, y el frontón también está decorado con el escudo de armas de los Posse. La sala más impresionante del edificio es una sala de música que se extiende verticalmente por dos pisos y está coronada con una cúpula de vidrio.
La finca es ahora propiedad de la familia Johansson y está cerrada al público.